# Peter Németh
Peter Németh (* 14. září 1972, Bojnice, Československo) je bývalý slovenský fotbalový záložník a reprezentant Slovenska. Mimo Slovensko působil na klubové úrovni v České republice a Německu. Po skončení hráčské kariéry se stal trenérem.

## Klubová kariéra
Németh hrál ve slovenských klubech MFK Prievidza, MŠK Žilina a Inter Bratislava. S Interem vyhrál v sezóně 1999/2000 double, tedy ligový titul a prvenství v národním poháru. Poté hrál jednu sezónu v FC Baník Ostrava, kde odehrál celkem 26 ligových zápasů a vstřelil 4 branky. Následně směřovaly jeho kroky do Německa do druholigového klubu Eintracht Frankfurt, kde byl na hostování. Pak se vrátil na Slovensko do týmu Laugaricio Trenčín. Od července 2003 působil v německém celku Sportfreunde Siegen, kde v letech 2005–2006 hrál i pod vedením krajana Jána Kociana.
sezóně 2008/09 dělal hrajícího trenéra. Po sezóně zavěsil kopačky na hřebík a vrhl se na trenérskou dráhu.

## Reprezentační kariéra
Reprezentační kariéru v A-mužstvu Slovenska načal v roce 1999, když debutoval 19. května v přátelském zápase v Dubnici nad Váhom proti týmu Maďarska (výhra 2:0). Celkem odehrál v letech 1999–2001 ve slovenském národním týmu 22 zápasů a vstřelil 3 góly.

### Reprezentační zápasy a góly
Zápasy Petera Németha za A-mužstvo Slovenska
| Rok    | Zápasy | Góly |
| ------ | ------ | ---- |
| 1999   | 6      | 0    |
| 2000   | 9      | 1    |
| 2001   | 7      | 2    |
| Celkem | 22     | 3    |

## Trenérská kariéra
Poté, co v roce 2009 skončil jako hrající trenér v klubu Sportfreunde Siegen, stal se asistentem trenéra a v roce 2010 krátce i hlavním trenérem. 

Od září 2013 do června 2014 byl asistentem trenéra v Dynamu Drážďany. V únoru 2015 se stal v třetiligovém Dynamu hlavním trenérem, nahradil ve funkci Stefana Bögera.